# Aegolipton
Aegolipton is een kevergeslacht uit de familie van de boktorren (Cerambycidae). De wetenschappelijke naam van het geslacht werd voor het eerst geldig gepubliceerd in 1940 door Gressitt.

## Soorten
Aegolipton omvat de volgende soorten:
- Aegolipton acehense Komiya, 2005
- Aegolipton argopuronum Komiya, 2005
- Aegolipton babai (Komiya & Makihara, 2001)
- Aegolipton bawangum Komiya, 2005
- Aegolipton costatum (Lansberge, 1884)
- Aegolipton fimbriatum (Lansberge, 1884)
- Aegolipton gahani (Lameere, 1909)
- Aegolipton gracile Komiya, 2005
- Aegolipton kinabalum Komiya, 2005
- Aegolipton kolleri (Lameere, 1909)
- Aegolipton kumei Komiya, 2005
- Aegolipton lackerbecki Komiya, 2005
- Aegolipton marginale (Fabricius, 1775)
- Aegolipton mizunumai Komiya, 2005
- Aegolipton peninsulare Komiya, 2005
- Aegolipton pustuliferum Komiya, 2005
- Aegolipton reflexa (Karsch, 1881)
- Aegolipton roubali Komiya, Drumont & Lorenc, 2012
- Aegolipton sauteri (Lameere, 1913)